# 鈴木正和 (声優)
鈴木 正和（すずき まさかず、1971年1月27日 - ）は、日本の男性声優。静岡県出身。アクセント所属。

## 経歴
声優を目指そうと思ったきっかけは就職して会社員として働き始めて、2年目、通勤する毎日、なんとなく物足りなく、「そういえば中学生のころ、声優にあこがれてたっけ･･･」とふと目に留まった雑誌の広告が東京アナウンスアカデミーの物だったという。
この頃は、「普通に働きながら、空いた時間に好きな事をやって、生活が充実すればそれでいい。ここなら、仕事を続けながらでも通えるし･･･」という程度であり、「プロになろう！」と思っていなかったという。
授業を受けていたところ、刺激と驚きの連続だったと同時に、「自分に見えている場所がまだほんの一部だ」という事実に大興奮し、気付けば、元の生活に戻る事など考えられなくなっていたという。
東京アナウンスアカデミー（現：東京アナウンス・声優アカデミー）、江崎プロダクション養成所、映像テクノアカデミア卒業。
1998年から2006年11月30日までマウスプロモーション（旧：江崎プロダクション）に所属していた。2006年12月1日からアクセント所属。

## 人物
方言は静岡弁。趣味は読書、株式。
吹き替えを中心に多くの作品に出演。またナレーターとしての出演も多くナショナルジオグラフィックチャンネルの番組を多数担当している。

## 出演
太字はメインキャラクター。

### 吹き替え

#### 映画
- アート・オブ・ウォー2（アレックス・ハーン〈ライアン・マクドナルド〉）
- アイズ ワイド シャット
- アイドルとデートする方法（ピート・モナッシュ〈トファー・グレイス〉）
- アトミック・ハザード（アラン）
- アリス・イン・ワンダーランド/不思議の国のアリス
- アヴァロン Avalon（プレイヤーA〈アダム・シュズコウスキ〉）
- アブノーマル・ビューティ（アンソン〈アンソン・リョン〉）
- アメリカン・ソルジャーズ（バニング中尉〈ジェームズ・ギルバート〉）
- アメイジング・スパイダーマン（トロイ〈C・トーマス・ハウエル〉）
- 犬いなる遺産（フロリアン〈ジェレミー・マクスウェル〉）
- 愛しのジュリアン（ボビー〈ジェレミー・ジョーダン〉）
- インテンシティ/緊迫（トム〈エドモンド・カトー・ウォン〉）
- インヒアレント・ヴァイス（コーイ・ハーリンゲン〈オーウェン・ウィルソン〉）
- 裏切りのサーカス（トビー・エスタヘイス〈デヴィッド・デンシック〉）
- 裏窓（フランクリン・ポーター〈ジョン・ロスマン〉）
- エア・バディ2（コール）
- エアフォース・ワン ※日本テレビ版
- エントランス（ショーン〈ケイシー・アフレック〉）
- オーシャンズ・オデッセイ（ペーター・クランツ〈ヒュベルトゥス・グリム〉）
- 鬼教師ミセス・ティングル（男子生徒1）
- オペラ座の怪人（アルフレッド）
- キャラバン（カルマ〈グルゴン・キャップ〉）
- グランドコントロール 乱気流（パイロット）
- 計画殺人（作業着の男）
- ゲーム・オブ・デス（レッドヴェール〈クイン・ダフィ〉）
- 氷の疑惑/ノー・アリバイ（ポール）
- 恋する40days（ニール〈テリー・チェン〉）
- ゴーストバスターズ（男子学生）※DVD用新録版
- コップランド
- サプライズ（ドレイク〈ジョー・スワンバーグ〉）
- ザ・チャレンジ（アダム〈ルーカス・ベンケン〉）
- ザ・フーリガン（チャーリー〈フィリップ・グレニスター〉）
- 13時間 ベンガジの秘密の兵士
- シシリアン 虐殺の地（トニー〈スチュアート・ストーン〉）
- シン・レッド・ライン（ベッド〈ニック・ストール〉）
- シューティング・フィッシュ（ギルジアン〈ピーター・カパルディ〉）
- 幸せがおカネで買えるワケ（ミック・ジョーンズ〈ベン・ホーリングスワース〉）
- 61*（ミッキー・マントル〈トーマス・ジェーン〉）
- 小説家を見つけたら（ジョン・ハートウェル〈マシュー・ノア・ワード〉）
- 死霊のはらわた（アッシュ〈ブルース・キャンベル〉）※20周年アニバーサリー 日本語吹替
- スーパーフィアー（大臣秘書）
- スプリング 死の泉（ジョシュ〈アーロン・ポール〉）
- スタートレック 叛乱（トーネル〈マーク・ディーキンス〉）
- ステップ・アップ 2 ザ・ストリート（ブレイク・コリンズ〈ウィル・ケンプ〉）
- スリーピー・ホロウ（ブロム〈キャスパー・ヴァン・ディーン〉）
- 世界侵略: ロサンゼルス決戦（リー・イムレイ伍長〈ウィル・ロスハー〉）
- セックス イズ ゼロ（ウンシク〈イム・チャンジョン〉）
- セックス イズ ゼロ2（ウンシク〈イム・チャンジョン〉）
- 戦場のレクイエム（ワン・ジンツン〈ユエン・ウェンカン〉）
- ソーシャル・ネットワーク（ダスティン・モスコビッツ〈ジョゼフ・マゼロ〉）
- 超人ハルク リターンズ（レポーター）
- 沈黙の断崖 ※テレビ版
- ツイン・タウン
- ディナーラッシュ（ケン〈ジョン・コーベット〉）
- デュエット（ロニー〈ロックリン・マンロー〉）
- 天安門、恋人たち（若古（ロー・グー）〈張献民（チャン・シャンミン〉）
- DENGEKI 電撃 ※日本テレビ版
- トランセンデンス（ブキャナン捜査官〈キリアン・マーフィー〉）
- ニューヨークの亡霊
- 人間消失（バック〈カーク・キャメロン〉）
- ハイスクール白書 優等生ギャルに気をつけろ!（男子学生）
- パトリオット ※テレビ東京版
- バトル・オブ・ロサンゼルス（ピート・ロジャース大尉）
- バッファロー'66（ドン）
- バリー・シール/アメリカをはめた男（ホルヘ・オチョア〈アレハンドロ・エッダ〉[6]）
- ハリエットはティーン・スパイ（スキャンダー〈ウェスリー・モーガン〉）
- ビッグママ・ハウス（バスケットボール少年1）
- ビューティフル・マインド（青年息子）
- 標的 疑惑の訪問者（ジェイミー・フィッシャー〈アンドリュー・クラウリス〉）
- VR ミッション：25（ソックス1 / カール・アンダーソン〈マックス・ディーコン〉）
- 舞台恐怖症（スミス〈マイケル・ワイルディング〉）※DVD用新録版
- ブラック・デイズ 裏切りの系譜（ジミー・パーカー〈リンデン・アシュビー〉）
- ブラック・オーシャン（ベイカー〈ゲイリー・マーフィー〉）
- ブラック・ハート（スコット〈フィリップ・グラッサー〉）
- ブロセリアンドの魔物（エルヴァン〈マチュー・シモネ〉）
- プロフェッツ・ゲーム 殺人予告（アラン〈ロバート・ヨーカム〉）
- プリティ・イン・ニューヨーク（ジャック）
- フロッグ・プリンス カエルの王子さま（ワクサザー）
- フロム・ダスク・ティル・ドーン2
- フェイス（ジェイソン〈デイモン・アルバーン〉、ロビー）
- ベスト・キッド（フレディ）※DVD用新録版
- ホスピタル・アンダー・シージ
- ボヘミアン・ラプソディ（ポール・プレンター〈アレン・リーチ〉）
- まぶしい日に（ドンス）
- ミッシング・サン（フィル〈ルーク・ウィルソン〉）
- ミラクル・ショー ハロルド・スミスに何が起こったか?
- ユニバーサル・ソルジャーIII（ヒューゴ / GR84〈ロイド・アダムス〉）
- ラスト・キャッスル（赤ヘッドバンド黒人）
- ラブ in ローマ（ノブ〈アーチー・カオ〉）
- リリーのすべて（ヘンリク・サンダール〈ベン・ウィショー〉）
- ルール4（マイク・ドーラン〈エディ・ケイヒル〉）
- レッド・オクトーバーを追え!（ボモント〈ネッド・ヴォーン〉）※テレビ朝日版
- レッド・バイオリン（ウィリアムス〈ドン・マッケラー〉）
- レニングラード大攻防 1941（クリューノフ〈バディム・マカロフスキー〉）
- ローマン・エンパイア（ユルス）
- 野獣教室（アーロン〈フレディ・プリンゼ・ジュニア〉）
- わたしが美しくなった100の秘密
- ワイルド・ルーザー（英語版）（ミケル〈アレックス・ゴンザレス（英語版）〉）

#### 海外ドラマ
- ありがとうございます Thank you for the miracle（オ・ジョンス〈リュ・スンス〉）
- ER緊急救命室
  - シーズンVI - XIII（ウィルソン〈チャド・マックナイト〉）
  - シーズンVI #12（ブルース）
  - シーズンVII（ポラード〈ダニエル・スピンク〉）、#7（自転車の男〈デヴィッド・A・ソーンダース〉）
- ヴァンパイア・ダイアリーズ（メイソン・ロックウッド〈テイラー・キニー〉）
- WITHOUT A TRACE/FBI 失踪者を追え!
  - シーズン1 #15（チャーリー〈マッケンジー・アスティン〉）
  - シーズン2 #6（クリス〈カイル・ギブソン〉）
  - シーズン3 #11（ライアン）
  - シーズン5 #20（ジョン・プラット）
- Xファイル2016（タッド・オマリー〈ジョエル・マクヘイル〉）
- Xファイル2018（タッド・オマリー〈ジョエル・マクヘイル〉）
- 王女ピョンガン 月が浮かぶ川（コ・サンチョル〈ユン・ジュマン〉[7]）
- OZ/オズ（ライアン・オライリー〈ディーン・ウィンタース〉）
- カシコギ（チョン・ホヨン〈チョン・ボソク〉）
- キャッスル 〜ミステリー作家は事件がお好き シーズン2
- 救命医ハンク6 セレブ診療ファイル
- クリミナル・マインド8 FBI行動分析課（チャド・ミルズ）
- クリミナル・マインド10 FBI行動分析課
- GRIMM/グリム
  - シーズン2 #5（カルヴィン牧師〈ジョナサン・スカーフ〉）
  - シーズン3 #20
- グッバイマヌル 〜僕と妻のラブ♡バトル（チャ・スンヒョク〈リュ・シウォン〉）
- ゴシップガール（ルイ・グリマルディ〈ヒューゴ・ベッカー〉）
- 三国志演義（※三国志 国際スタンダード版 完全日本語吹き替え版）（孫権、ナビゲーター）
- 三国志 Three Kingdoms（楊修、張任）
- サンドゥ、学校へ行こう!（チャ・サンドゥ〈ピ〉）※地上波放送版
- ザ・ホワイトハウス4（タイラー〈ジョン・ギャラガー・Jr〉）
- CIA:ザ・エージェンシー（A．B．スタイルズ〈ジェイソン・オマラ〉）
- CSI:6 科学捜査班（タッド・シドリー〈ジョニー・ルイス〉）
- CSI:ニューヨーク4 #15（ラス・マクヘンリー〈ブライアン・アンダーソン〉）
- CSI:ニューヨーク5 #8（デビッド・オカ〈ケルビン・ユー〉）
- シカゴ・ファイア（マシュー・ケイシー〈ジェシー・スペンサー〉）
- シカゴ P.D.（マシュー・ケイシー〈ジェシー・スペンサー〉）
- シカゴ・メッド シーズン2 -（マシュー・ケイシー〈ジェシー・スペンサー〉）
- 主任警部アラン・バンクス（マルコム・オースティン）
- 恕の人 -孔子伝-
- スピン・シティ（記者）
- スタートレック:ディープ・スペース・ナイン シーズン6、7（ジェイク・シスコ〈シロック・ロフトン〉）
- スパルタカスII
- セックス/ライフ（クーパー・コネリー〈マイク・ヴォーゲル〉）
- 孫子兵法（国無咎）
- ターミネーター サラ・コナー・クロニクルズ（クリストファー・ガービン曹長〈ユーリ・ローエンタール〉）
- デスパレートな妻たち2（ニュースキャスター、社員）
- 太陽に向かって（キム・ジェヒョン〈チョン・テウ〉）
- ドールハウス Dollhouse
- NUMBERS 天才数学者の事件ファイル シーズン3、4（ドウェイン・カーター〈ショーン・ハトシー〉）
- ナルコス（クリス・ファイストル〈マイケル・スタル・デイビット〉）
- ニューハート（イ・ウンソン〈チソン〉）
- 捜査官クリーガン
- ハイ・インシデント/警察ファイルJ（ゴーニッグ〈アダム・スコット〉）
- 犯罪捜査官ネイビーファイル（グレゴリー・ヴコヴィック大尉〈クリス・ビーテム〉）
- バンド・オブ・ブラザース（フロイド・タルバード二等兵〈マシュー・リーチ〉）
- ファントム（チョ・ヒョンミン〈オム・ギジュン〉）
- フリークス学園（ダニエル・デサリオ〈ジェームズ・フランコ〉）
- BONES（ジャック・ホッジンズ博士〈T・J・サイン〉）
- マイ・プリンセス（パク・ヘヨン〈ソン・スンホン〉）
- ミステリー・グースバンプス（ダグ）
- ムーンナイト
- 名探偵モンク
- 流星剣侠伝 大人物（楊凡）
- ヤング・スーパーマン シーズン9（スティーヴン・スウィスト）
- ワンス・アポン・ア・タイム（エリック〈ギル・マッキニー〉）

#### アニメ
- アイアン・ジャイアント
- アンダードッグ・ショー（アンダードッグ）
- エド エッド エディ（エド）
- エルティングビル・クラブ（ジョシュ）
- きよしこの夜 バスターとチョーンシーの素敵なクリスマス（フリッツ〈声：トム・アーノルド〉）
- 原始家族フリントストーンのヤバ・ダバ・ドゥー（バンバン）
- KND ハチャメチャ大作戦（ナンバー1/ナイジェル・ウノ）
- 少年マイロの火星冒険記3D
- タンタンの冒険 ななつの水晶球と太陽の神
- ブラザー・ベア（チェット）
- ヘラクレス（ヘラクレス〈声：テイト・ドノヴァン〉）
- ライオン・キング2 シンバズ・プライド
- リトル・マーメイドII Return to The Sea
- LEGO スター・ウォーズ/フリーメーカーの冒険（ストームトルーパー）

### テレビアニメ
1998年
- 男はつらいよ 〜寅次郎忘れな草〜（社員B）
- コボちゃんスペシャル 約束のマジックディ
- デビルマンレディー（A・D1）

1999年
- トラブルチョコレート

2000年
- 週刊ストーリーランド（同僚1）
- 星界の戦旗（2000年 - 2001年、サンカウ乗員A、スカーカウ通信参謀） - 2シリーズ
- ニャニがニャンだー ニャンダーかめん（2000年 - 2001年、村人A、町の人A）

2001年
- ゴーゴー五つ子ら・ん・ど（しぐれざわヒカル）

2002年
- 最終兵器彼女（兵士C）
- 東京アンダーグラウンド（生徒）
- パタパタ飛行船の冒険（ジョージ・バクストン）

2003年
- 無人惑星サヴァイヴ（デビルン）

2004年
- サムライガン
- 火の鳥

2005年
- ギャラリーフェイク（運転手）
- CLUSTER EDGE（クロム団3号）

2006年
- 砂沙美☆魔法少女クラブ（大門）
- NARUTO -ナルト-（星の里の忍たち）

2008年
- GUNSLINGER GIRL -IL TEATRINO-（ベルコンツィ）

### 劇場アニメ
- ガンドレス（1999年、ケルベロス）
- ぼくの孫悟空（2003年、男〈僧侶〉）
- DEAD LEAVES（2004年、警官C）
- ふるさと-JAPAN-（2007年、坂本正樹）

### OVA
- 炎のらびりんす（2000年、侍の声）
- CLUSTER EDGE Secret Episode（2006年、クロム団3号）

### ゲーム
1999年
- Sonata
- ストリートファイターIII 3rd STRIKE（ヤン）
- 東京魔人學園朧綺譚（比嘉焚実）

2001年
- 鬼武者（一般兵D）
- KONOHANA:TrueReport（萩原尚人、菱池研吾、南裕一郎）

2002年
- 此花2 〜届かないレクイエム〜（萩原尚人、菱池研吾、南裕一郎）
- SHINE〜言葉を紡いで〜（大城大樹）
- JOCKEY'S ROAD（木杉拓馬）
- 探偵 神宮寺三郎 Innocent Black（原良輔）
- ルパン三世 魔術王の遺産（警官A、警官C、バーテン）
- ロマンスは剣の輝きII〜銀の虹をさがして〜（マスター）

2003年
- イースI・IIエターナルストーリー（キース）
- 此花3 〜偽りの影の向こうに〜（萩原尚人、菱池研吾、南裕一郎）
- 侍道2（中村宗助）

2004年
- 鬼武者3（森蘭丸）
- 此花4 〜闇を祓う祈り〜（萩原尚人、菱池研吾、南裕一郎）
- 3年B組金八先生 伝説の教壇に立て!（平光夫）
- ストリートファイターIII 3rd STRIKE THE LIMITED EDITION（ヤン）
- デカボイス
- BLOODY ROAR 4（レイジ）

2005年
- Twelve〜戦国封神伝〜（リカー、タケマス、ガンツ、トクラ）
- 風雲 幕末伝（市村鉄之助）

2008年
- 白騎士物語
- ソウルキャリバーIV（キャラクタークリエイションボイス B）

2009年
- ソウルキャリバー Broken Destiny（オリジナルキャラクター）

2010年
- キングダム ハーツ バース バイ スリープ（ヘラクレス）
- スーパーストリートファイターIV アーケードエディション（ヤン）

2011年
- アンチャーテッド 砂漠に眠るアトランティス
- The Elder Scrolls V: Skyrim（ブリニョルフ）

2012年
- 機動戦士ガンダムUC(PS3)（ダコタ・ウィンストン、エコーズ兵士、開発者）

2013年
- バトルフィールド4（アイリッシュ）

2014年
- ウルトラストリートファイターIV（ヤン）

2016年
- シャドウ・バース（ルナの父）

2019年
- キャプテン翼〜たたかえドリームチーム〜（リュドヴィク・ジュリ）

2021年
- コール オブ デューティ ヴァンガード（ウェイド・ジャクソン）
- バトルフィールド2042（アイリッシュ）

2025年
- 機動戦士ガンダム U.C. ENGAGE（デル）

### 特撮
- 忍風戦隊ハリケンジャー（腐食忍者フショクルーガの声）

### ドラマCD
- アルスラーン戦記【第2部】3 妖雲群行（ナーマルド）
- 裏切りは僕の名前を知っている
- 風光る（桝谷嬉右衛門）
- ククロセアトロ 悠久の瞳 ラジオドラマCD（ハリス）

### BLCD
- 神様の腕の中（シュトラウス）
- しょせんケダモノ（生徒C）
- ダーククリムゾン（カミュウ）
- 独占欲のスタンス〜くされ縁の法則3（鳴海貴一）
- 花嫁は黄金に攫われる（高崎）
- ルボー・サウンドコレクションシリーズ
  - 情動のメタモルフォーゼ（山形）
  - 熱情のバランス（鳴海貴一）

### 映画
- トリック劇場版 ラストステージ（2014年） - ハリー・フーディーニの声

### ナレーション
- クラッシュ・サイエンス（ナショナルジオグラフィックチャンネル）
- 古代の宇宙人（ヒストリーチャンネル）
- ザ・解体屋:巨大建造物をブッ壊せ（ナショナルジオグラフィックチャンネル）
- ザ・宇宙 〜神秘と驚異〜（ナショナルジオグラフィックチャンネル）
- ニュースモーニングサテライト（テレビ東京）
- バ科学 1〜3〈リチャード・ハモンド〉（ナショナルジオグラフィックチャンネル）
- BBC地球伝説（BS朝日）
- BS世界のドキュメンタリー（NHK-BS1）
- 魔女狩りマニュアル（ナショナルジオグラフィックチャンネル）
- メーデー!:航空機事故の真実と真相（ナショナルジオグラフィックチャンネル）

### CMナレーション
- 明治プロビオヨーグルトR-1 『体調第一家族』シリーズ（2017年 - ）

### ボイスオーバー
- ハイテクのルーツ（ナショナルジオグラフィックチャンネル）
- BS世界のドキュメンタリー（NHK-BS1）
- 幻の巨大魚を追え！〈ゼブ・ホーガン〉（ナショナルジオグラフィックチャンネル）
- モンスター・フィッシュを探せ！〈ゼブ・ホーガン〉（ナショナルジオグラフィックチャンネル）

### その他コンテンツ
- ルーヴル DNP ミュージアムラボ 第8回展「未来のための供物展」（日本語版ナレーション[13]）
- ドライブエージェント パーソナル 〜しあわせを守るもの〜（営業担当者[14]）